# Burgos (Isabela)
Burgos is een gemeente in de Filipijnse provincie Isabela in het noordoosten van het eiland Luzon. Bij de laatste census in 2007 had de gemeente bijna 22 duizend inwoners.

## Geografie

### Bestuurlijke indeling
Burgos is onderverdeeld in de volgende 14 barangays:
| - Bacnor East - Bacnor West - Caliguian - Catabban - Cullalabo del Norte - Cullalabo del Sur - Dalig | - Malasin - Masigun East - Raniag - San Antonino - San Bonifacio - San Miguel - San Roque |

## Demografie
Burgos had bij de census van 2007 een inwoneraantal van 21.898 mensen. Dit zijn 1.476 mensen (7,2%) meer dan bij de vorige census van 2000. De gemiddelde jaarlijkse groei komt daarmee uit op 0,97%, hetgeen lager is dan het landelijk jaarlijks gemiddelde over deze periode (2,04%). Vergeleken met de census van 1995 is het aantal mensen met 2.846 (14,9%) toegenomen.

De bevolkingsdichtheid van Burgos was ten tijde van de laatste census, met 21.898 inwoners op 73,1 km², 299,6 mensen per km².